# Кадников
Кадников (рус. Кадников) град је у Русији у Вологдској области. Према попису становништва из 2010. у граду је живело 4796 становника.

## Становништво
| 1939. | 1959. | 1970. | 1979. | 1989. | 2002. | 2010. |
| ----- | ----- | ----- | ----- | ----- | ----- | ----- |
| 3.200 | 3.193 | 3.533 | 5.338 | 5.312 | 5.362 | 4.796 |